# Язык птиц в мифологии

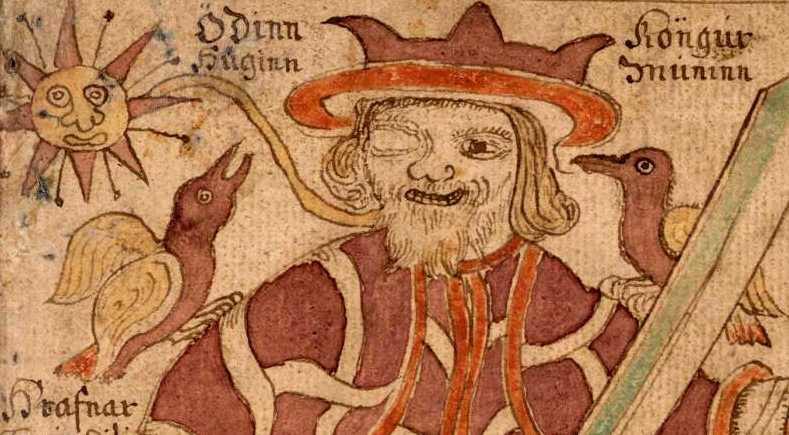
Хугин и Мунин сидят на плечах Одина. Иллюстрация из исландского манускрипта XVIII века.

В мифологии, средневековой литературе и оккультизме язык птиц постулируется как мистический, совершенный божественный язык, используемый птицами при общении с посвящёнными.

## В германо-скандинавской мифологии
В скандинавской мифологии способность понимать язык птиц была знаком великой мудрости. У бога Одина было два ворона, Хугин и Мунин, которые летали по всему миру и сообщали Одину о том, что происходит среди смертных.
Легендарный король Швеции Даг Мудрый был настолько мудр, что мог понимать, что говорят птицы. У него был ручной воробей, которой приносил для него новости.
Согласно Старшей Эдде, Сигурд случайно попробовал кровь дракона Фафнира, когда жарил его сердце . Это дало ему возможность понимать язык птиц, и это спасло ему жизнь. Птицы вокруг него обсуждали планы Регина убить Сигурда.

## В суфизме
В суфизме язык птиц — мистический язык ангелов. «Беседа птиц» — мистические стихи персидского поэта Аттара, состоящие из 4647 строк.